# 켈리 웨이미르
켈리 웨이마이어(Kellie Waymire, 1967년 7월 27일 ~ 2003년 11월 13일)는 미국의 배우이다.
콜럼버스에서 태어났으며 로스앤젤레스에서 사망하였다. 사인은 부정맥이다.

## 출연 작품

### 영화
- 플래닝 하트 (1998)
- 버디 보이 (1999, Buddy Boy)
- 선셋 스트립 (2000)

### 텔레비전
- 원 라이프 투 리브 (1993-94)
- 스타 트렉: 엔터프라이즈 (2001-02)
- 식스 핏 언더 (2002)
- 프렌즈 (2003)